# 亀鶴姫
亀鶴姫（かめつるひめ、慶長18年3月9日（1613年4月28日） - 寛永7年8月4日（1630年9月10日））は、江戸時代初期の女性。森忠広の正室。加賀藩主前田利常の長女。母は徳川秀忠の次女・珠姫。
加賀にて生まれる。寛永3年（1626年）1月24日、徳川家光の養女となり、津山藩世嗣の森忠広と縁組する。寛永5年（1628年）に嫁いだ。
夫忠広との間に子をもうけることなく、寛永7年（1630年）に18歳で病死し、池上本門寺に葬られた。法名は洪妙院天窓日真大姉。